# Willibert Brockmann
Willibert Brockmann (* 13. Juni 1925 in Verden (Aller); † 5. April 1986 in Bremen) war ein deutscher Politiker (SPD) aus Bremen. Er war Mitglied der Bremischen Bürgerschaft. 

## Biografie

### Ausbildung und Beruf
Brockmann war als Betreuer für gewerbliche Arbeitnehmer in Bremen tätig.

### Politik
Brockmann war Mitglied der SPD in Bremen.
Er war von 1971 bis 1983 für die SPD 12 Jahre lang Mitglied der Bremischen Bürgerschaft und in verschiedenen Deputationen und Ausschüssen der Bürgerschaft tätig. 